# 帝國議事廣場
帝國議事廣場（義大利語：Fori Imperiali）是由一系列有紀念性意義的廣場組成的。這位于古羅馬帝國時期的羅馬城中心的廣場花費了近一個半世紀（公元前46年到公元113年之間）才興建完成。
雖然它並不屬於古羅馬議事廣場，這個共和國時期的古老廣場最早的雛形可以上溯到王政時代（公元前6世紀），作爲羅馬城政治、宗教及經濟的中心一直延續了好幾個世紀。隨著越來越多的新建築的興起及舊建築的重整，更不用說那些為之錦上添花的紀念碑的裝飾，古羅馬論壇不再只有個單一的形象；在罗马共和国執政官凱撒與羅馬帝國開國皇帝奧古斯都的統治時期，朱利亞集會堂的落成和艾米里亞神殿的重建完成為廣場劃定了一條邊界，也為其劃定了最終確定的範圍。

## 凱撒廣場（公元前46年）

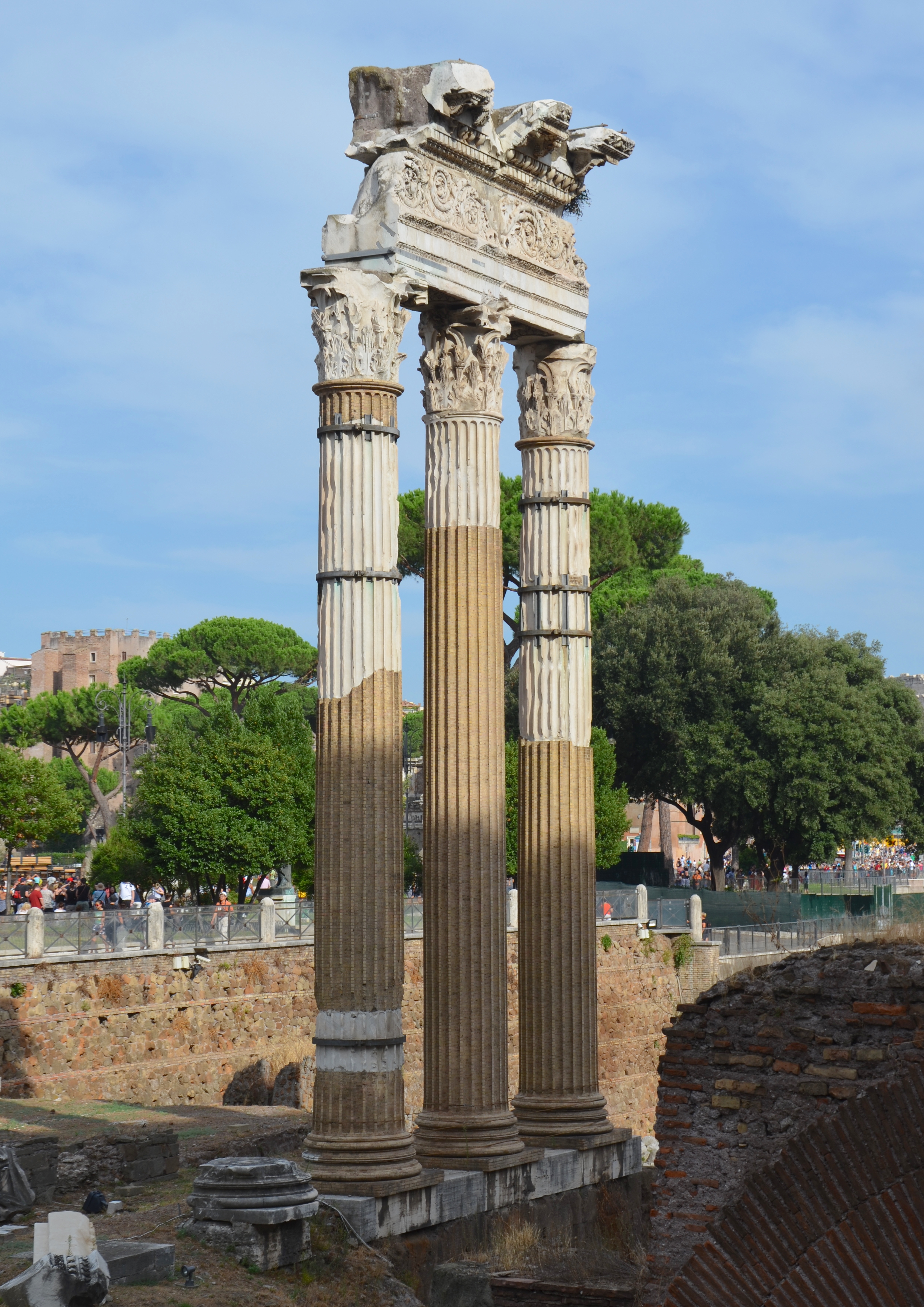
從北邊看凱撒廣場

凱撒決定要用他的名興建一個廣場。該廣場在公元前46年啟用。（當時廣場可能還沒完工，而是到了奧古斯都的領導下才正式完工）
凯撒广场除了要成为一个最显赫的的政治力量的自我呈现纪念之外，也是作为对于古罗马广场的一个延伸。这个广场是用来作为讨论公共事务的一个会议场所，同时也是贵族活动的地方---之前是在罗马广场。凯撒本人像一个希腊化的元首，由大象队护送巡游，反对任何共和制的东西，一旦它们被神殿中央的参议院收到的话。这个独裁者同时还在神殿前面放置其个人塑像，骑在布西发拉斯（Bucefalo）的上面。布西发拉斯是亚历山大大帝的坐骑，象征着绝对权力。维纳斯神殿被故意放置在广场的尽头，作为整个复杂建筑的归一与概括。这个严格按照集中原则的景象对应意识形态的功能，承接着希腊式圣殿的宣传。
广场地点的选择也具有重要的意义：未来的独裁者不想远离中央权力，而这由参议院的席位，元老院所象征。事实上，凯撒去世之前不久，参议院同意在原址重建元老院。

## 奧古斯都廣場（公元前6年）

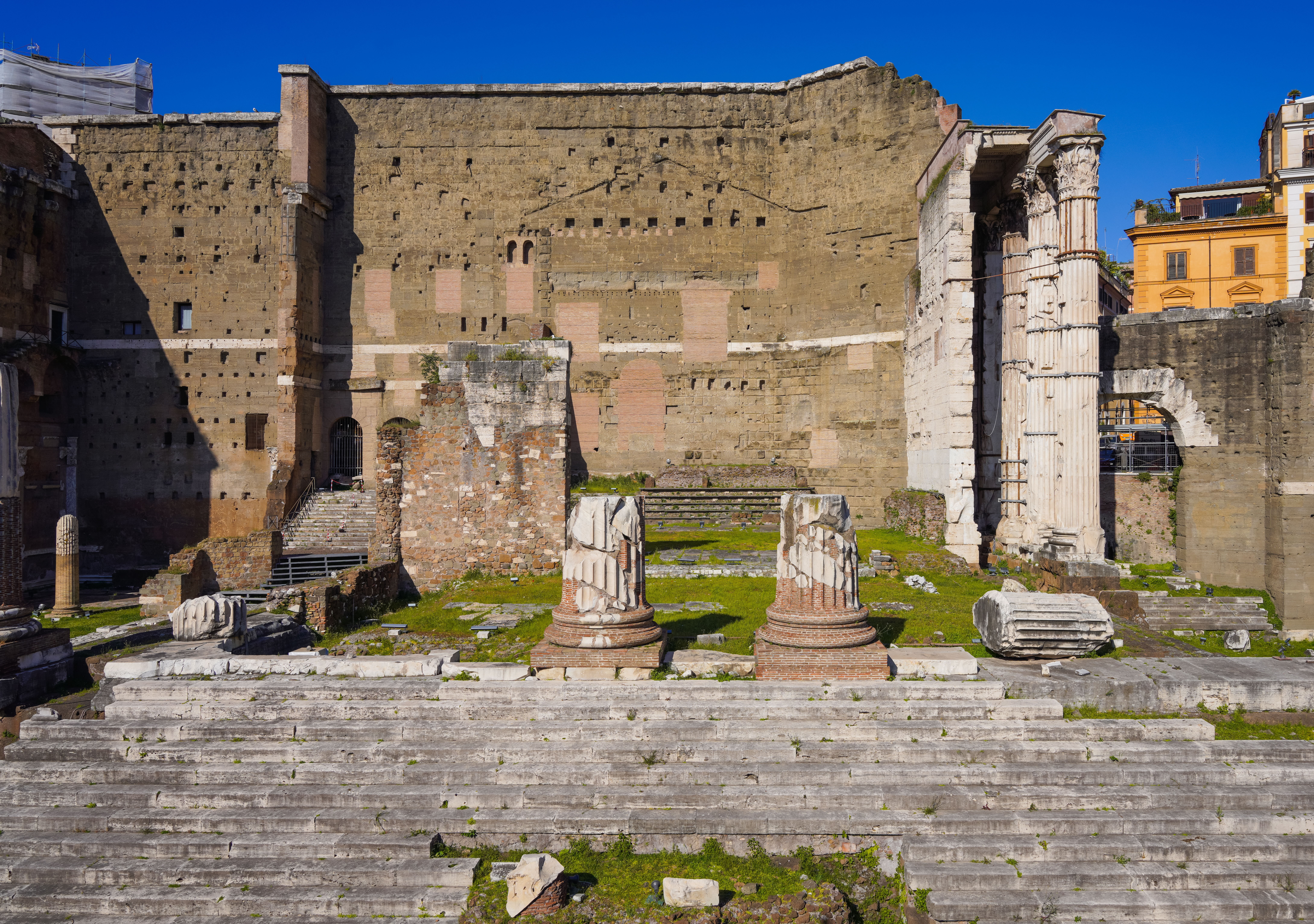
奧古斯都廣場及戰神復仇者神廟

奧古斯都在公元前42年菲律匹之役後發誓要興建一座神殿給戰神玛尔斯"Ultor"（"復仇者"之義）。因為在此役中奧古斯都和安東尼打敗殺害凱撒的兇手而為凱撒的死報了仇。在只過了四十年後，這神殿在公元前2年正式啟用。同時也加入一個配合性的紀念廣場，即奧古斯都廣場。
新的建築和凱撒廣場成為直角。戰神殿有很高的牆，至今還是在蘇布拉平民區鶴立雞群。這方形的廣場有又深又長的門廊，還有個平台伸展成半圓形的祭壇。
所有廣場中的佈置都和奧古斯都的理想緊緊結合。傳說中羅馬是從戰神後裔羅慕陸斯以及被愛神領導出特洛伊城的亞尼斯後代尤利氏族（凱撒的家族，也就是奧古斯都的領養家族）建立的。所以奧古斯都用年輕的羅慕陸斯來代表羅馬的成立。

## 和平殿（西元75年）
在大帝的統治下又一個新的廣場興起。這廣場避開奧古斯都廣場，凱撒廣場以及連結古罗马广场到蘇布拉中間的阿及雷多路（Argileto），而對著維李耳山丘（面對羅馬鬥獸場的方向）。因為沒有記載這個廣場有過與社會有關的活動，它本來沒有算成議事廣場的一部分。神殿到了後來的王朝時才被指認出是和平殿（Templum Pacis）。
這廣場除了歷史記載少，連形狀都和其他的廣場不同：這神殿有個巨大拱形的大廳，從底端的門廊像祭壇一樣延伸出去。神殿和門廊的中間有一排石柱隔開。廣場的中心沒有像其他廣場一樣地上舖了磚，反而是一塊花園，像是個露天博物館一樣有水池以及用來擺雕像的底座。
這個建築物是建來慶祝征服耶路撒冷的。在門廊其中一間房間內有放著塞維裏亞地圖（Forma Urbis Romae），這塊標示古羅馬的地圖是在塞維裏亞時期（三世紀初）繪在蓋在牆上的大理石版上的，現今只有部分殘留下來。

## 涅爾瓦廣場（西元98年）

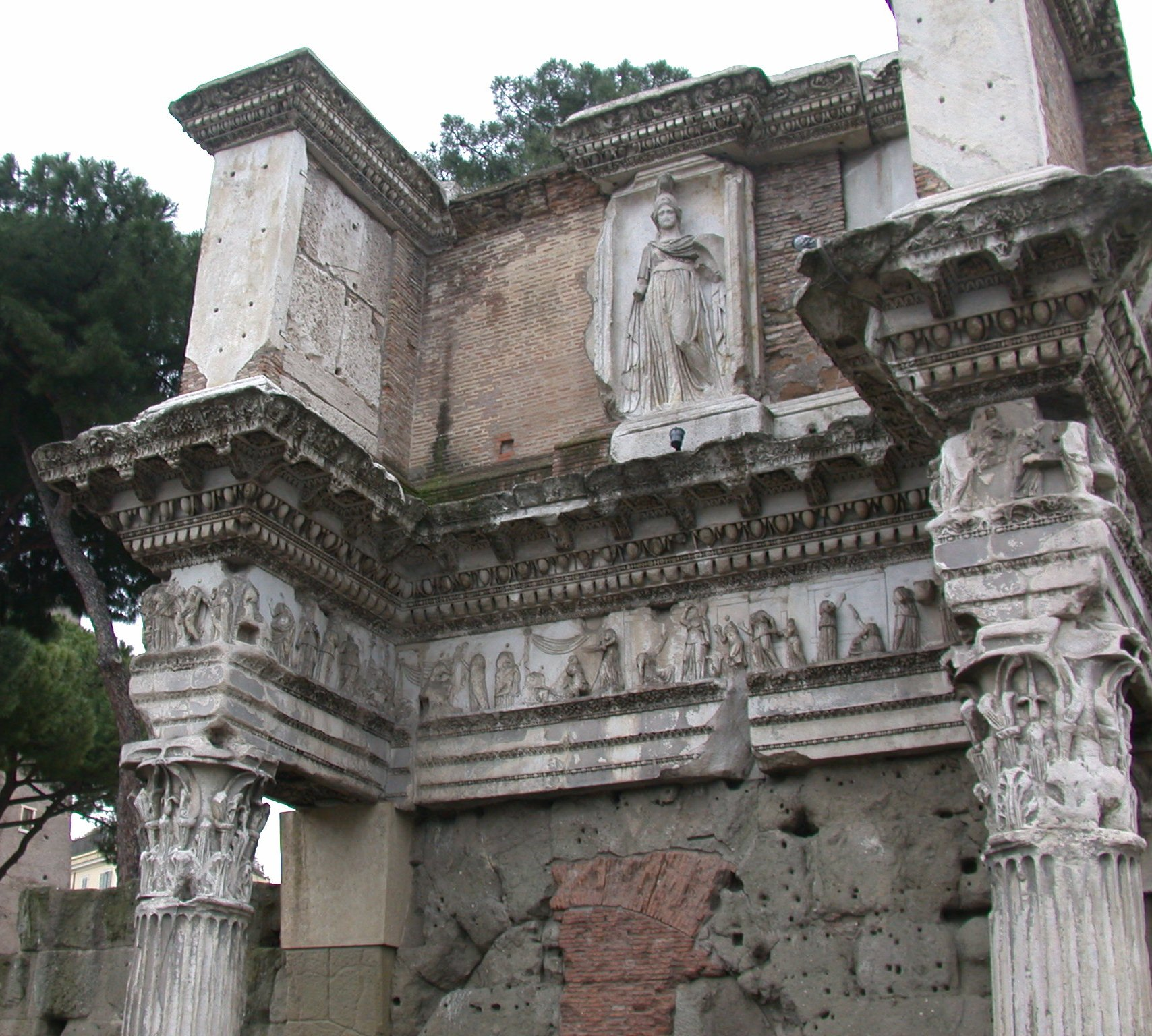
涅尔瓦广场的檐壁和阁楼"Colonnacce"（依靠南墙的柱子）

又稱轉型廣場（Forum Transitorium），羅馬皇帝決定要把所有以前在這區的廣場用個新的廣場連結起來。這新的廣場位於本來留下來的不規則空地上，介於和平殿，凱撒廣場及奧古斯都廣場中間。
这个有限的空间，一部分被奥古斯都广场的一个半圆形观景楼式的入口（exedra）所占据，而其中阿及雷多路的过道功能必须被保留。这逼迫涅尔瓦广场采用侧面的有圆柱的门廊（porticos）作为广场围墙的简单装饰。作为帝王护卫者的女神弥涅耳瓦的神殿，被建成倚靠在广场一个梵蒂冈观景楼式的入口上。因此剩下的空间成为所有的广场的一个很大的具有纪念意义的入口（Porticus Absidatus）。
由于图密善的去世，这个广场被他的继承者涅尔瓦以自己的名字命名而创建。涅尔瓦广场又被称为转型广场，因为它具有接口的功能，就像阿及雷多路一样。

## 圖拉真廣場（西元112及113年）

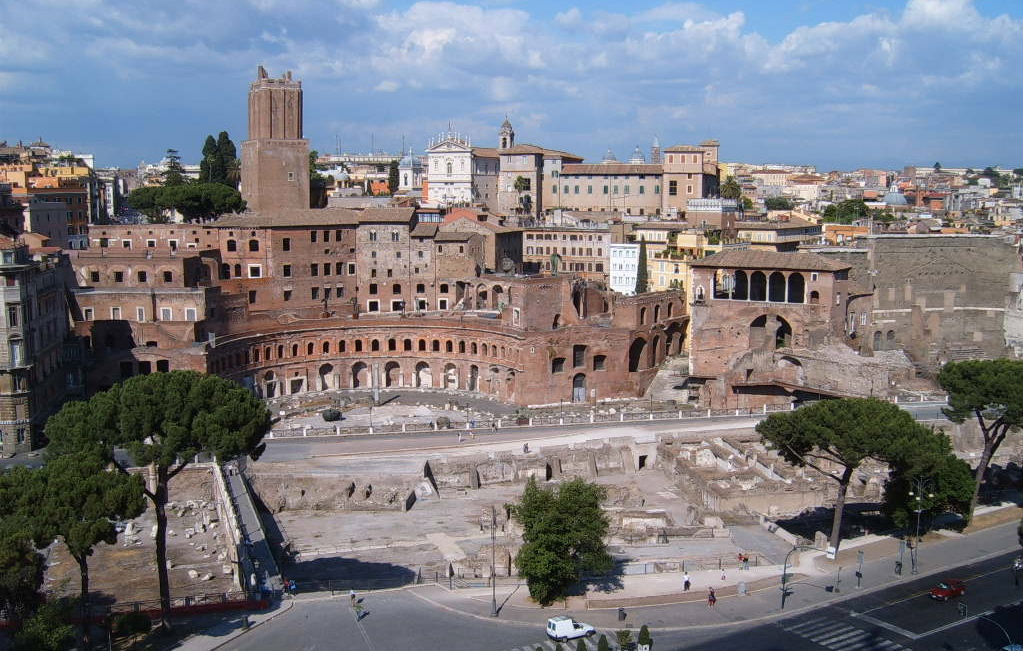
图拉真广场和图拉真市场（2004年）

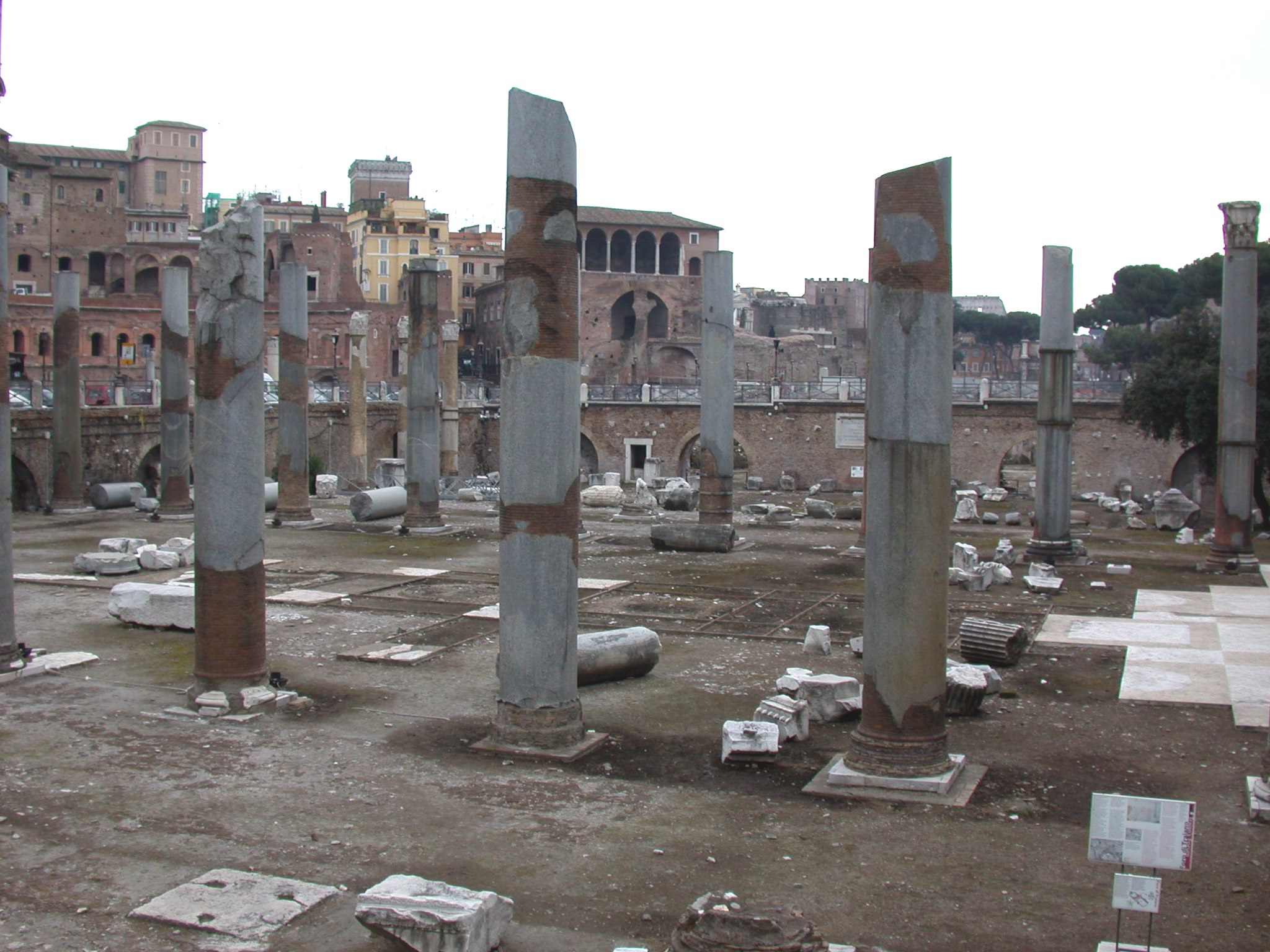
从乌尔比亚巴西利卡（从北边）看到的图拉真广场

比起只是建造一个小小的涅尔瓦广场，图密善的计划有可能更加雄心勃勃。在他的统治下，有可能连接卡匹托尔山和奎里纳莱山的小的马鞍山已经开始被搬移，从而阻塞了广场前往靠近现代的威尼斯广场的战神广场的路。
在图拉真广场在西元112年与113年之间正在建设的时候，这个计划被图拉真收回了。这件事的肇端是达契亚的入侵，其破坏正是对罗马入侵的回敬。
这个广场的建设准备花费了大量的工作。把马鞍山移除是必要的，也为了支持切掉奎里纳尔山一部分以建造图拉真市场。广场的四方是由战神广场所封闭，而图拉真柱在其之后。在教堂的前面，一个纪念性的立面作为一尊很大的骑着马的帝王塑像的基座。这最后一个广场也是最大和最雄伟的。

## 外部連結
- James Grout: Imperial Fora, part of the Encyclopædia Romana
- Satellite image of the area of the Fora
- Rome, the Imperial Fora recent scholarly research and related studies (1994 - 2014).

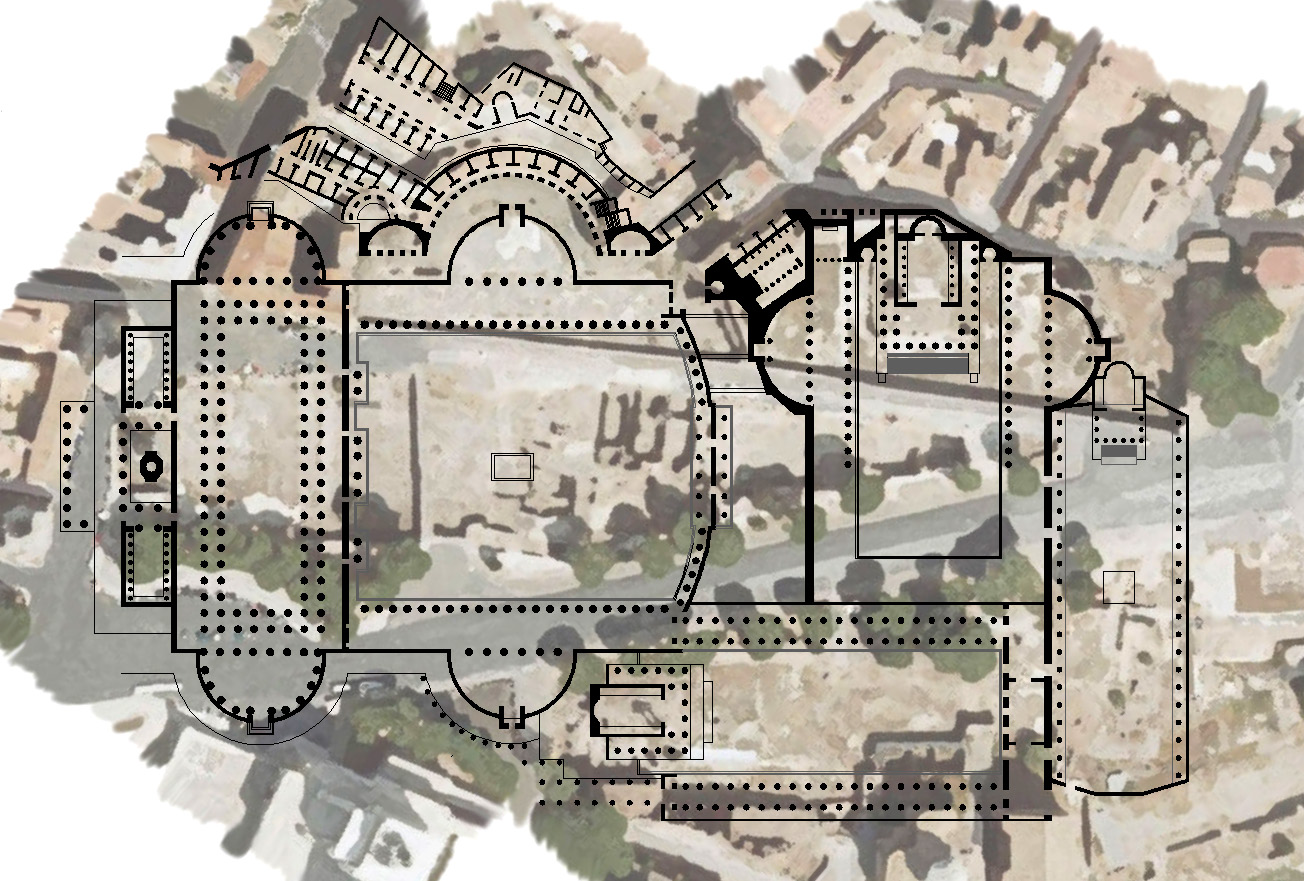
帝国议事广场原平面图与现今遗迹，左上为图拉真广场，右中为奥古斯都广场，下为凯撒广场，右为涅尔瓦广场。未在图中显示的和平殿，则位于涅尔瓦广场右侧。

- （页面存档备份，存于） Rome, The Imperial Fora (2007 onwards) in: the "Fori Imperiali," of the: Sovrintendenza Capitolina ai Beni Culturali,' Roma (2007) [text only available in Italian.